# Temporada 1985-86 de los Indiana Pacers
La temporada 1985-86 fue la décima de los Indiana Pacers en la NBA, tras la fusión de la liga con la ABA, donde había jugado nueve temporadas más. La temporada regular acabó con 26 victorias y 56 derrotas, ocupando el décimo puesto de la conferencia Este, no logrando clasificarse para los playoffs.

## Elecciones en elDraft
| Ronda | Puesto | Jugador        | Posición | Nacionalidad   | Universidad |
| ----- | ------ | -------------- | -------- | -------------- | ----------- |
| 1     | 2      | Wayman Tisdale | PF/C     | Estados Unidos | Oklahoma    |
| 2     | 26     | Bill Martin    | Alero    | Estados Unidos | Georgetown  |
| 2     | 27     | Dwayne McClain | Alero    | Estados Unidos | Villanova   |

## Temporada regular
| División Central    | División Central | División Central | División Central | División Central | División Central | División Central | División Central | División Central |
| Equipo              | G                | P                | %                | PD               | Casa             | Fuera            | Div              |                  |
| ------------------- | ---------------- | ---------------- | ---------------- | ---------------- | ---------------- | ---------------- | ---------------- | ---------------- |
| y-Milwaukee Bucks   | 57               | 25               | .695             | –                | 33–8             | 24–17            | 21–9             |                  |
| x-Atlanta Hawks     | 50               | 32               | .610             | 7                | 34–7             | 16–25            | 21–9             |                  |
| x-Detroit Pistons   | 46               | 36               | .561             | 11               | 31–10            | 15–26            | 18–12            |                  |
| x-Chicago Bulls     | 30               | 52               | .366             | 27               | 22–19            | 8–33             | 10–20            |                  |
| Cleveland Cavaliers | 29               | 53               | .354             | 28               | 16–25            | 13–28            | 10–19            |                  |
| Indiana Pacers      | 26               | 56               | .317             | 31               | 19–22            | 7–34             | 9–20             |                  |

## Estadísticas
| Rk | Jugador           | Edad | P  | PT | MP   | TC  | TCI  | %TC  | T3  | T3I | %T3  | TL  | TLI | %TL  | RO  | RD  | RT  | AS  | RB  | TAP | BP  | FP  | PTS  |
| -- | ----------------- | ---- | -- | -- | ---- | --- | ---- | ---- | --- | --- | ---- | --- | --- | ---- | --- | --- | --- | --- | --- | --- | --- | --- | ---- |
| 1  | Vern Fleming      | 23   | 80 | 77 | 35.9 | 5.5 | 10.8 | .506 | 0.0 | 0.1 | .167 | 3.3 | 4.4 | .745 | 1.3 | 3.6 | 4.8 | 6.3 | 1.6 | 0.1 | 2.6 | 2.9 | 14.2 |
| 2  | Herb Williams     | 27   | 78 | 74 | 35.5 | 8.0 | 16.3 | .492 | 0.0 | 0.2 | .083 | 3.8 | 5.2 | .730 | 2.2 | 6.9 | 9.1 | 2.2 | 0.6 | 2.4 | 2.7 | 3.1 | 19.9 |
| 3  | Steve Stipanovich | 25   | 79 | 65 | 30.3 | 5.3 | 11.2 | .470 | 0.0 | 0.1 | .200 | 3.1 | 4.0 | .768 | 2.2 | 5.7 | 7.9 | 2.6 | 0.9 | 0.9 | 1.8 | 3.3 | 13.6 |
| 4  | Clark Kellogg     | 24   | 19 | 12 | 29.9 | 7.3 | 15.5 | .473 | 0.2 | 0.7 | .308 | 2.8 | 3.6 | .768 | 2.7 | 6.2 | 8.8 | 3.0 | 1.5 | 0.4 | 3.2 | 3.1 | 17.6 |
| 5  | Wayman Tisdale    | 21   | 81 | 60 | 28.1 | 6.4 | 12.4 | .515 | 0.0 | 0.0 | .000 | 2.0 | 2.9 | .684 | 2.4 | 4.9 | 7.2 | 1.0 | 0.4 | 0.5 | 2.3 | 3.6 | 14.7 |
| 6  | Clint Richardson  | 29   | 82 | 61 | 27.1 | 4.1 | 9.0  | .455 | 0.0 | 0.1 | .111 | 1.5 | 1.8 | .837 | 0.8 | 2.2 | 3.1 | 4.5 | 0.7 | 0.1 | 1.7 | 1.9 | 9.7  |
| 7  | Ron Anderson      | 27   | 60 | 27 | 24.5 | 4.6 | 9.2  | .493 | 0.0 | 0.1 | .250 | 1.2 | 1.9 | .658 | 2.1 | 2.1 | 4.1 | 2.3 | 0.9 | 0.1 | 1.3 | 1.8 | 10.4 |
| 8  | Bryan Warrick     | 26   | 31 | 5  | 21.2 | 2.6 | 5.5  | .471 | 0.1 | 0.3 | .200 | 1.7 | 2.2 | .791 | 0.3 | 1.8 | 2.1 | 3.5 | 0.8 | 0.1 | 1.5 | 2.5 | 7.0  |
| 9  | Terence Stansbury | 24   | 74 | 17 | 18.0 | 2.6 | 6.0  | .433 | 0.1 | 0.7 | .170 | 1.4 | 1.8 | .811 | 0.4 | 1.5 | 1.9 | 2.8 | 0.8 | 0.1 | 1.9 | 2.7 | 6.7  |
| 10 | Bill Garnett      | 25   | 80 | 2  | 15.0 | 1.4 | 3.0  | .469 | 0.0 | 0.0 | .000 | 1.5 | 2.0 | .716 | 1.3 | 2.1 | 3.4 | 1.2 | 0.5 | 0.3 | 1.1 | 2.2 | 4.3  |
| 11 | Quinn Buckner     | 31   | 32 | 3  | 13.1 | 1.5 | 3.3  | .471 | 0.0 | 0.0 | .000 | 0.6 | 0.8 | .704 | 0.3 | 1.3 | 1.6 | 2.7 | 1.3 | 0.1 | 1.7 | 2.5 | 3.7  |
| 12 | Bill Martin       | 23   | 66 | 0  | 10.5 | 2.2 | 4.5  | .480 | 0.0 | 0.1 | .000 | 0.7 | 0.8 | .852 | 0.6 | 0.9 | 1.5 | 0.8 | 0.3 | 0.1 | 0.9 | 1.6 | 5.0  |
| 13 | Dwayne McClain    | 22   | 45 | 4  | 10.2 | 1.5 | 4.0  | .383 | 0.0 | 0.2 | .111 | 0.4 | 0.8 | .514 | 0.3 | 0.4 | 0.7 | 1.5 | 0.8 | 0.1 | 0.9 | 1.4 | 3.5  |
| 14 | Stuart Gray       | 22   | 67 | 3  | 6.3  | 0.8 | 1.6  | .500 | 0.0 | 0.0 |      | 0.7 | 1.1 | .635 | 0.7 | 1.1 | 1.8 | 0.2 | 0.1 | 0.2 | 0.5 | 1.4 | 2.3  |